# Бонифаций IV (маркиз Монферратский)
Бонифаций IV (итал. Bonifacio IV del Monferrato; 21 декабря 1512 — 6 июня 1530) — маркиз Монферрата с 1518 года из династии Палеологов.
Единственный сын и наследник Вильгельма IX Монферратского. Как несовершеннолетний находился под опекой матери — Анны Алансонской, и дяди — Джованни Джорджо Монферратского.
В 1519 году он получил вассальную присягу от сыновей Оддона Д'Инсиса, наследников маркиза Д'Инсиса, которые, таким образом, подчинились маркизу Монферратскому.
В отличие от отца, Бонифаций IV не участвовал в войнах, которые вели в Италии французские короли.
Бонифаций IV умер 6 июня 1530 года в результате падения с лошади в Ранцоне во время охоты (сломал шейные позвонки).
Он не был женат и детей не оставил. Его наследником стал дядя —  Джованни Джорджо Монферратский.